# Муризенго
Муризѐнго (на италиански: Murisengo; на пиемонтски: Ambrusengh, Амбрузенг) е село и община в Северна Италия, провинция Алесандрия, регион Пиемонт. Разположено е на 338 m надморска височина. Населението на общината е 1429 души (към 2014 г.).